# La Discussione
La Discussione est le nom d'un quotidien politique italien, qui a longtemps inspiré la démocratie chrétienne et qui a donné ultérieurement naissance à un parti politique qui constitue une composante récente du groupe parlementaire Peuple et territoire.

## Historique
Le quotidien La Discussione a été fondé en 1952 à Rome. Longtemps considéré comme le quotidien de la Démocratie chrétienne pour les autonomies (DCA) donc d'un parti qui a fusionné en 2009 avec Le Peuple de la liberté, il est désormais proche des idées de son directeur actuel, Giampiero Catone, qui a quitté Futur et liberté pour l'Italie pour soutenir le gouvernement Berlusconi IV en décembre 2010.
Au départ, La Discussione était un journal fondé par Alcide De Gasperi, l'un des pères de l'Europe. Après la disparition de la Démocratie chrétienne, il a appartenu au Parti populaire italien (de 1994 à 2002). 
En 1995, Rocco Buttiglione fonde les CDU (Cristiani Democratici Uniti) auquel revient la propriété de La Discussione et qui le transforme en quotidien et en organe officiel du parti CDU.
En 2002, les CDU s'unissent avec l'UDC, dans ce qui deviendra ultérieurement l'Union de Centre, mais La Discussione n'est plus publiée, à la fois en raison du manque de fonds et du fait qu'elle n'est pas reconnue comme organe officiel de l'UDC. 
En 2005, le journal reprend son activité en devenant l'organe officiel de la DCA de Gianfranco Rotondi. La direction politique en est confiée à Paolo Cirino Pomicino.
Par la volonté de Catone, les cercles de « La Discussione » se transforment en mouvement politique. Le 23 septembre 2010, Catone quitte le Peuple de la liberté pour adhérer, comme les cercles de « La Discussione » à Futur et liberté pour l'Italie,. Mais le 14 décembre 2010, le jour de la confiance au gouvernement Berlusconi IV, il quitte FLI pour s'inscrire d'abord parmi les non-inscrits (groupe mixte), puis au groupe Peuple et territoire.